# 선샤인 패밀리
"선샤인 패밀리"는 2020년에 개봉한 대한민국 & 필리핀의 합작 영화이다.

## 캐스팅
- 노니 부엔카미노 : 똔 역
- 샤메인 부엔카미노 : 쏘냐 역
- 수 라미레즈 : 샤인 역
- 마르코 마사 : 맥스 역
- 신우 : 현우 역
- 한태일 : 영호 역
- 박세진 : 경숙 역
- 라경덕 : 철민 역
- 조선묵 : 지구대장 역
- 임장환 : 협박범 1 역
- 김준홍 : 협박범 2 역
- 임시준 : 여행사부장 역
- 이연진 : 여행사직원
- 박종근 : 다혜 아빠 역
- 진미선 : 다혜 엄마 역
- 임채선 : 신랑 역
- 안민서 : 신부 역
- 이진주 : 동네이웃 역
- 조승연 : 기자 역
- 김예은 : 담임선생 역
- 정우람 : 공구사직원 역
- 백주은 : 맥스짝꿍 역
- 장주철 : 스님 역
- 이강복 : 카딜러 역
- 최형 : 카딜러 역
- 권영철 : 형사 역
- 유익현 : 형사 역
- 허정주 : 라디오 (목소리) 역
- 오자훈 : 학생 역
- 서장현 : 학생 역
- 안성원 : 학생 역
- 김경진 : 학생 역
- 신재희 : 학생 역
- 최동근 : 학생 역
- 윤재은 : 학생 역
- 엄혜성 : 학생 역
- 박서현 : 학생 역
- 이시드로 안티키에라 : 여행사직원 역
- MA. 이멜라 C. 론칼레스:  여행사직원 역
- 올가 E. 루리피카시온 : 여행사직원 역
- 임시웅 : 여행사직원 역